# Bethel (Ohio)
Pour les articles homonymes, voir Bethel.
Bethel est un village américain situé dans le comté de Clermont, dans l'Ohio. Selon le recensement de 2010, sa population est de 2 711 habitants.